# Smíšený sbor Josefa Vycpálka
Smíšený sbor Josefa Vycpálka je český smíšený pěvecký sbor. Zaměřuje se na interpretaci lidové a duchovní hudby.

## Historie
Svou uměleckou činnost zahájil sbor v říjnu 1950 jako součást Souboru písní a tanců Josefa Vycpálka. Zakladatelem byl Luděk Zenkl a první veřejné vystoupení se uskutečnilo 11. prosince 1950. Do roku 1972 měl sbor na repertoáru lidové písně při společných či samostatných koncertech a vystoupeních celého SPaT J. Vycpálka. 
Od roku 1987 sbor pracuje jako samostatné umělecké těleso. Na programu má skladby nejen lidové, ale především skladby klasického sborového repertoáru včetně duchovních skladeb. V současné době se nachází v kmenovém repertoáru skladby W. A. Mozarta, A. Vivaldiho, L. van Beethovena G. Verdiho, G. Rossiniho, Ch. Gounoda, A. Dvořáka, Z. Fibicha, L. Janáčka, až po současné skladatele české a světové moderny. Sbor spolupracuje s Českým rozhlasem, Českou televizí (film Broučci), filmovým dabingem a Karlínským divadlem.
Mimo pravidelné pražské jarní a vánoční koncerty sbor vystupuje v celé České republice (např.: Nelahozeves, Křečovice, Český Krumlov, Mariánské Lázně) a zahraničí (Francie, Polsko, Německo, Jugoslávie, Itálie, Švýcarsko), účastní se hudebních festivalů (folklórní festival v Tuchoměřicích, Kmochův Kolín, Smetanovy Jabkenice, folklorní festival ve Strážnici).
Ve vedení sboru se za léta činnosti vystřídala řada sbormistrů, např.: Luděk Zenkl, Jan Malát, Jan Ledeč, Karel Sodomka, Otakar Kudrna, Jaroslav Krček, Jiří Liling, Michal Hanuš, Karel Loula.
Ve sboru se vystřídaly již tři generace zpěváků a členstvím se může těšit nad 850 zpěváků. 
Od září 2014 vede sbor Marie Bartošová.